# Michael Pfannkuche

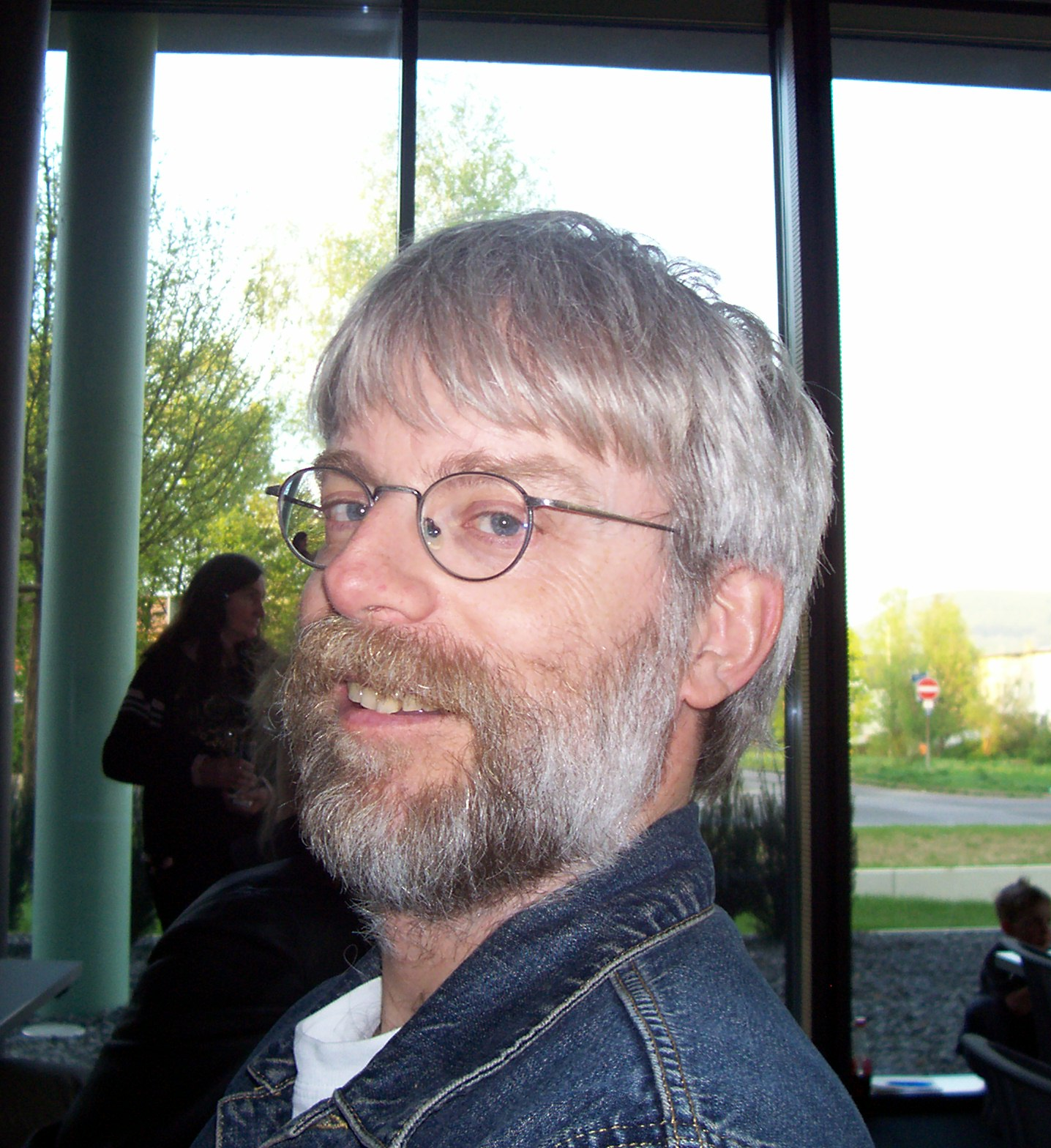
Michael Pfannkuche am 24. April 2009

Michael Pfannkuche (von 1982 bis 1994 Michael Pfannkuche-Winkler; * 1. September 1956 in Münster) ist Großmeister sowie mehrfacher Weltmeister im Lösen von Schachkompositionen.

## Erfolge
Pfannkuche wurde 1988 in Budapest (42 Teilnehmer) und 1993 in Bratislava (74 Teilnehmer) Einzel-Weltmeister im Lösen von Schachkompositionen. In den Jahren 1987, 1988, 1993, 2000 und 2002 gehörte er zur Mannschaft der Bundesrepublik Deutschland, als diese Mannschafts-Weltmeister wurde. Darüber hinaus erkämpfte seine Mannschaft jeweils fünf Silber- und Bronzemedaillen bei Weltmeisterschaften. Er ist zweifacher internationaler deutscher Meister sowie fünffacher deutscher Einzelmeister, zweifacher belgischer Meister und mehrfacher niederländischer Meister. 
Pfannkuche betätigt sich seit vor 1970 auch als Schachkomponist und leitete jahrelang in seiner Vereinszeitschrift eine Rubrik für Schachkomposition.
Mit seinem Verein, dem SK Münster 32 spielte Pfannkuche zwischen 1970 und 1988 Partieschach, davon die Saison 1983/84 in der 1. Bundesliga und mehrere Jahre in der 2. Bundesliga. In der 1. Bundesliga schlug Pfannkuches Mannschaft den damaligen Meister Bayern München. Er war einmal Meister des Schachverbandes Münsterland.

### Ehrungen
Für seine Leistungen wurde er am 7. Dezember 2005 vom deutschen Bundespräsidialamt, bei der Verleihung vertreten durch Innenminister Wolfgang Schäuble, mit dem Silbernen Lorbeerblatt ausgezeichnet.

## Privates
Pfannkuche war an der Universität Münster tätig, wo er 1982 Diplom-Mathematiker wurde. Er promovierte 1988 zum Thema Beste Φ-Approximanten im nicht-symmetrischen Fall in Mathematik und ist heute als Systemprogrammierer tätig.
Pfannkuche ist verheiratet. Das Paar hat fünf Kinder.